# Delta Cygni
Désignations
Delta Cygni (δ Cyg / δ Cygni), également nommée Fawaris, est une étoile binaire de la constellation du Cygne. Sa magnitude apparente combinée est de 2,87. Elle sera la future étoile polaire pendant au moins quatre siècles aux environs de l'an 11250.

## Désignation
L'étoile porte le nom de Fawaris. Il est issu de l'arabe Al Fawari (الفوارس), signifiant « les cavaliers », d'après un ancien astérisme du Cygne qui comprenait Delta Cygni. L'Union astronomique internationale lui a officialisé ce nom le 1er juin 2018.
En astronomie chinoise, elle fait partie de l'astérisme Tianjin, représentant un gué servant à traverser la Voie lactée, qui symbolise un fleuve céleste, Tianhe.

## Caractéristiques
Delta Cygni est une des étoiles principales d'une constellation majeure et est une étoile binaire. Ce système est situé à une distance de 165 années-lumière de la Terre. L'étoile brillante visible à l'œil nu est classée comme une géante bleue de type spectral B9III ou comme une sous-géante de type B9,5IV, avec une température de surface de 9 800 kelvins. Elle est proche de la fin de sa vie dans la séquence principale avec une luminosité 180 fois celle du Soleil, un rayon de 4,7 rayons solaire et une masse d'environ 3,15 masses solaires. Comme beaucoup d'étoiles chaudes, elle tourne sur elle-même rapidement, à au moins 135 km/s à l'équateur, soit 60 fois plus rapidement que le Soleil.
Sa compagne proche est une naine jaune-blanche de type F1V et de sixième magnitude (6,27) ayant une luminosité d'environ 6 fois celle du Soleil et une masse d'environ 1,5 fois celle du Soleil. La troisième compagne beaucoup plus éloignée est une étoile orange (type K) de douzième magnitude, sa luminosité étant seulement de 38 % de celle du Soleil et sa masse de 70 % de celle du Soleil. Vu de la Terre, le système d'étoile triple de Delta Cygni possède une magnitude apparente combinée de 2,86.

## Étoile polaire
C'est une des huit étoiles brillantes de l'hémisphère nord qui peuvent jouer le rôle d'« Étoile polaire » pendant le cycle de précession de ~26000 ans de la Terre.
Les sept autres étoiles sont :
- Tau Herculis (d'Hercule),
- Véga (de la Lyre),
- Aldéramin (de Céphée),
- Errai (de Céphée),
- Polaris (de la Petite Ourse),
- Kappa Draconis (du Dragon),
- Thuban (du Dragon).